# Smeeni (gmina)
Smeeni – gmina w Rumunii, w okręgu Buzău. Obejmuje miejscowości Albești, Bălaia, Călțuna, Moisica, Udați-Lucieni, Udați-Mânzu i Smeeni. W 2011 roku liczyła 6649 mieszkańców.